# 三浦弥太郎
三浦 弥太郎（みうら やたろう、1903年1月21日 - 1978年1月31日）は、日本の経営者。山形銀行頭取を務めた。山形県出身。

## 経歴
1925年に福島高等商業学校を卒業。
1932年9月に三浦銀行監査役に就任し、1948年10月に両羽銀行(のちの山形銀行)専務を経て、1957年10月から1972年4月までに頭取を務めた。
1968年10月に藍綬褒章を受章。
1978年1月31日心筋梗塞のために死去。75歳没。